# Vrhovci, Ljubljana
Vrhóvci so gospodarsko razvito predmestno naselje Ljubljane.
Ob trgovini Spar ima postajališče mestna avtobusna linija št. 14. Na Vrhovcih je nekoč delovalo podjetje Ljubljanske opekarne, ki je proizvajalo opeke, vendar je proizvodnja prenehala zaradi pomanjkanja surovin. Razpadajoči objekt so leta 2006 porušili, sedaj pa so na tem mestu zgradili sodobne stanovanjske bloke in povezovalno cesto proti Viču, ki se (na dveh koncih) navezuje na ljubljansko obvoznico.
Iz kraja lahko dostopni izletniški točki sta hrib Klobuk nad Bokalc(am)i in Stranska vas. Mimo Vrhovcev pa poteka tudi Pot spominov in tovarištva.

## Znani Vrhovčani
- Jonas Žnidaršič, igralec, televizijski in radijski voditelj
- Nina Ivanič Rep, igralka
- Petra Vidmar, tolkalistka

## Zunanjepovezave
- Predstavnosti o temi Vrhovci (Ljubljana) v Wikimedijini zbirki